# 薩杜鄉
45°40′N 24°11′E / 45.667°N 24.183°E
薩杜鄉（羅馬尼亞語：Comuna Sadu, Sibiu），是羅馬尼亞的鄉份，位於該國中部，由錫比烏縣負責管轄，面積38平方公里，海拔高度437米，2007年人口2,431，人口密度每平方公里64人。